# Maltan
La Maltan (en russe : Малтан) est une rivière de l'oblast de Magadan, en Russie.
Elle a une longueur de 157 kilomètres et un bassin versant de 4 900 kilomètres carrés et est le plus long affluent du Bakhaptcha (en) dans le bassin de la Kolyma.
La rivière coule à travers une zone inhabitée, le village le plus proche est Sinégorié, situé au nord. Le nom de la rivière provient d'un mot évène signifiant « coude » ou « courbure ».

## Géographie
La source de la Maltan se situe sur les pentes nord du mont Noukh (Гора Нух) dans la région du plateau d'Olsky, à l'extrémité ouest des monts de la Kolyma, à proximité de la route R504. Elle coule près d'Atka dans son cours supérieur, non loin des sources de la Yama. La rivière se dirige vers le nord-nord-ouest le long des pentes occidentales de la chaîne de Maymandjine. Finalement, elle tourne vers l'ouest-nord-ouest sous les pentes sud du mont Khetinskaïa (Гора Хетинская) et rejoint la rive droite du Bakhapcha à 122 kilomètres de son embouchure dans la Kolyma,.
La rivière gèle chaque année entre fin octobre et fin mai.

## Affluents
Les principaux affluents de la Maltan sont le Veïer (Snorovka), long de 31 kilomètres, le Nossegtchen (Nasaktchan ou Niazakhtchan), long de 56 kilomètres et le Khourendïa (Khirounda), long de 50 kilomètres à gauche et l'Assan, long de 45 kilomètres, le Kheta, long de 61 kilomètres et le Bassandra, long de 45 kilomètres à droite.